# FN BRG-15重機槍
FN BRG-15是一挺由比利时埃斯塔勒的國營工廠於1980年代研製的重機槍，是國營埃斯塔勒於1980年代早期為了用作白朗寧M2HB .50口徑重機槍的潛在取代武器而研製的武器，發射15.5×106毫米大口徑子彈。

## 概述
FN BRG-15在1983年10月公佈，目的是為了超越現有的.50口徑重機槍，甚至是前苏联14.5毫米KPV重機槍（俄罗斯国防部火箭炮兵装备总局代號：／）。後者自第二次世界大战開始已經採用，而且架設在装甲车以上用作對輕型裝甲火力、或是在四連裝ZPU-4防空機槍架以上用作低空防空火力，並且一直作為可在步兵營級操作方便而非常有效的直接火力。該重機槍的存在令北約軍隊大為頭痛，因為在當時是沒有對等的重機槍可以抗衡。而BRG-15可說是西方世界中瞄準這點而研製的武器。
然而，由於BRG-15優點不算比發射的12.7×99毫米（.50 BMG）北約口徑彈藥的重機槍多了太多，因而不被市場所接受，結果在幾乎被完全開發的時候，該項目最終卻被終止了。結果在1990年代初，該項目被國營埃斯塔勒取消了，因為當時國營埃斯塔勒已經將重點轉移到P90個人防衛武器以上，以解決財政上的問題。
FN BRG-15重機槍的基本概念企畫是做出火力比傳統型白朗寧M2HB-QCB .50口徑重機槍發射的12.7×99毫米（.50 BMG）北約口徑彈藥更為強大，而且不像20毫米口徑機炮那樣沉重而高昂，可以讓地面部隊的步兵使用的重機槍。
FN BRG-15所發射的是步兵用彈藥當中最大的15.5毫米子彈，槍口能量達到40,000焦耳（29,503.29英尺·磅），為M2HB的子彈約18,000焦耳（13,276.48英尺·磅）槍口能量的一倍以上。由於20毫米口徑等級的彈藥比12.7毫米口徑等級的彈藥高昂得許多，如果是狙擊地面目標的話，15毫米口徑等級的彈藥可以比20毫米口徑等級的彈藥相對而言便宜地購買來使用。但亦因為是使用新型彈藥，導致其普及性低。
FN BRG-15所發射的是特別為該武器而研發的、一種獨特的15.5×106毫米大口徑子彈，取代原定計劃的15.5×115毫米子彈，因為後者的接觸面積過大會造成更快的槍管磨損。它還採用了一種不常見的雙向供彈裝置（來自Hafdasa C-4衝鋒槍），讓以可散式彈鏈連接著的彈藥可以從左右兩邊同時供彈。發射過後的彈殼會從機槍的底部拋出，拋出的彈殼在射手視線以外，對射手的影響減到最低，這與以後國營埃斯塔勒研製的P90個人防衛武器幾乎如出一轍。
國營埃斯塔勒其後對FN BRG-15上研製的快速更換槍管組件進行了重新設計，並在M2HB的更新版本上使用。

## 外部連結
- （英文）—Modern Firearms—Fabrique Nationale (FN) BRG-15（页面存档备份，存于）